# Estaleiro Santa Cruz
Estaleiro Santa Cruz é uma indústria naval brasileira. Localizado na Barra dos Coqueiros na cidade de Aracaju, Sergipe o estaleiro foi fundado em 1945.